# Humanidades Médicas
Las humanidades médicas son un campo interdisciplinario  de la medicina en el cual se incluye el área de humanidades (filosofía, ética, historia, religión y literatura comparativa), ciencias sociales ( psicología, sociología, antropología, estudios culturales, geografía médica) y las artes (literatura, teatro, película, y artes visuales) para su aplicación en educación médica y práctica. Las principales fortalezas de las humanidades médicas son las no conformistas y creativas cualidades y prácticas .
Las humanidades médicas usan la investigación interdisciplinaria para explorar las experiencias de salud y de las enfermedades, que a menudo se encuentran desarrolladas en experiencias subjetivas, escondidas, o invisibles. Esta fortaleza del campo interdisciplinario ha dado a estos estudios una marcada diversidad y motivadora creatividad la cual es llamada 'innovación epistemológica'.
Las humanidades médicas principalmente se enfocan en entrenar practicantes médicos. Esto contrasta con las humanidades de la salud que a su vez conectan la salud y otras disciplinas de cuidado social con las artes y humanidades.

## Definiciones
Las humanidades médicas se pueden definir como un esfuerzo interdisciplinario y cada vez más internacional que se basa en las fortalezas creativas e intelectuales de diversas disciplinas, incluida la literatura, el arte, la escritura creativa, el drama, el cine, la música, la filosofía, la toma de decisiones éticas, la antropología y la historia, en la búsqueda de alcanzar objetivos educativos médicos. Las ciencias humanísticas son relevantes cuando se recopilan las perspectivas de múltiples personas sobre los problemas para responder preguntas o incluso crear preguntas. Las artes pueden proporcionar perspectivas adicionales a las ciencias.
Las humanidades médicas críticas son un enfoque que argumenta que las artes y las humanidades tienen más que ofrecer al cuidado de la salud que simplemente mejorar la educación médica. Propone que las artes y las humanidades ofrecen maneras diferentes de pensar sobre la historia humana, la cultura, el comportamiento y la experiencia que pueden ser utilizados para distinguir, analizar e influir en las prácticas y prioridades de la atención médica.

## Las artes
Los libros médicos, las imágenes y los esquemas ayudan a los estudiantes de medicina a construir un cocimiento de los detalles en el área médica, desde el cuerpo humano hasta las enfermedades
Las humanidades médicas pueden ayudar a los médicos a ver los problemas desde más de una perspectiva, como se supone deben hacer las artes visuales y la cultura. Esto debido a que tanto los pacientes como los médicos profesionales se enfrentan constantemente a la toma de decisiones. La perspectiva de la  Ética médica de cada persona es diferente en sí debido a las diferentes culturas, religiones, sociedades, y tradiciones.. Las humanidades también ayudan e intentan crear una relación más amena o cercana entre los profesionales de la salud y los pacientes. La ética se percibe de manera diferente de persona a persona, por lo que responder preguntas éticas requiere los puntos de vista de muchas personas que pueden tener opiniones diferentes sobre lo que está bien y lo que está mal.

### Bioética
La primera categoría es la bioética, la cual incluye la moral de la asistencia médica. Así como  la ciencia y la tecnología van desarrollándose , así también el cuidado de la salud y medicina, y  es aquí donde surge la discusión y debate entre los comités de sociedad y de atención médicas quienes analizan la ética a la que están sujetas ciertas acciones de la rama médica . Por ejemplo, uno de estas acciones implica la práctica del reforzamiento del cuerpo ya que muchas personas se cuestionan sobre la ética de esta práctica y es cuestionada debido a las prácticas médicas,bio-prácticas médicas y tecnológicas que se están haciendo en torno al cuerpo para hacer cambios en el cuerpo humano de una persona para mejorar su cuerpo o apariencia  .

### Ética clínica
La segunda categoría dentro de la ética de las humanidades médicas es la ética clínica, la cual refiere al respeto que los profesionales del cuidado de la salud deben tener con los pacientes y las familias, la cual ayuda a  desarrollar una especie de profesionalidad, respeto, y experiencia  que los profesionales de la salud deben tener en cuenta al momento de atender a sus pacientes.  Otro ejemplo de ética de las humanidades médicas es los pensamientos sesgados o erróneos de las personas y la sociedad en contra de la discapacidad, y cómo esta discapacidad se relaciona con el éxito en proporción a lo que la persona discapacitada es capaz de hacer.  Es antitético juzgar o suponer que la incapacidad de una persona discapacitada puesto que las personas discapacitadas son capaces de encontrar maneras exitosas de desarrollo a través de la tecnología moderna e incluso a través de la autodeterminación.
Varias instituciones académicas ofertan cursos de estudio de la ética de humanidades médicas. Estos programas ayudan a los estudiantes a adquirir profesionalismo en el área médica con el fin de que de manera respetuosa puedan ayudar sus pacientes y hacer lo que es correcto sin importar cualquier situación que pudiera presentarse.

### Literatura y medicina
Anteriormente llamada medicina en literatura, la literatura y medicina es un ámbito interdisciplinario  de las humanidades médicas considerado como un "diálogo más que una mezcla" entre el literario y el médico. La literatura y la medicina están en constante crecimiento en cuanto a programas para universitarios. La Universidad de medicina de Hershey en el Estado de Pensilvania fue la primera en introducir la literatura dentro del currículo de medicina cuándo Joanne Trautmann Banks, una profesora de inglés, fue nombrada a un puesto dentro del área de literatura en la universidad en 1972. Las razones o propósitos para utilizar la literatura y la medicina en educación médica son tres : La lectura de las historias de los pacientes y la escritura sobre las experiencias de los doctores en las herramientas de manejo que ellos necesitaron para entender a sus pacientes; La discusión y reflexión acerca de la literatura trae consigo un punto de vista que ayuda a corregir pensamientos sesgados, fomentando la concientización ; a su vez que leer literatura requiere de un pensamiento crítico y la empatía consciente sobre los problemas morales en el área de la medicina.